# Maryeva Oliveira
Maryeva Andressa Hahn Silva Oliveira (Florianópolis, 29 de dezembro de 1980), é uma modelo e apresentadora de TV brasileira.
Tornou-se nacionalmente conhecida no Brasil por ter protagonizado o famoso filme publicitário para a cerveja Brahma onde uma gotinha de suor escorria por seu corpo. Frequentou durante breve período as colunas de fofocas ao ter breve affair com o tenista Gustavo Kuerten, o Guga. Nascida numa família de surfistas, a modelo freqüenta várias praias do litoral sul e sudeste do Brasil e revelou também ser torcedora do Avaí Futebol Clube de sua cidade natal.
Maryeva já foi capa de várias revistas brasileiras, entre as quais Nova, Trip, Boa Forma Especial: Fitness (maio de 2005), Playboy (julho de 2003) e Sexy (abril de 2006).

## Televisão
Em 2002, Maryeva começou a apresentar um programa chamado SuperSurf na SporTV.
Em 2004, Maryeva foi selecionada dentre várias modelos para apresentar um programa de música; no início, a modelo não levou muito a sério, mas quando viu que seu destino seria em frente às câmeras Mary começou a se preocupar mais, com a chance de se tornar administradora. A PlayTV formou um contrato com a modelo, onde Mary começou a apresentar um modelo de esportes radicais.
Em 2005, a Mix TV, que já estava de olho em Maryeva, a convidou para apresentar o Top Mix, a parada de clipes que era no rádio, pois a Play TV e Mix TV tinha uma união, então o contrato de Maryeva, na Play TV, passou a ser da Mix TV. E a Maryeva, já está na Mix, há 7 anos, desde o 1º contrato.
Entre 2004 e 2006, Maryeva visitou o programa do Jô Soares, na Globo, duas vezes, as duas vezes ela foi exibir os seus ensaios sensuais, em várias revistas pelo Brasil. Também na Rede Globo, em 2003, fez uma participação especial na novela Celebridade.
Em 2012, Maryeva fez um programa de surf, também na Mix TV, um programa que tinha mais cara de música, do que de um reality.
Em 2012, começou a apresentar o Sex N' Roll, um programa de sexo e comportamento, da Mix TV.
Em janeiro de 2013, Maryeva comandou uma parada de clipes diária, direto de Marésias. E em abril, saiu da Mix TV, onde esteve por quase 8 anos.
Em 2014 teve um filho, fruto de um relacionamento com Bruno Diegues do Jeito Moleque.
Em janeiro de 2016 começou a apresentar um programa chamado Frente a Frente, Os principais temas sociais e econômicos debatidos por autoridades políticas, especialistas e formadores de opinião são abordados no Frente a Frente, programa de entrevistas que oferece informação de interesse público sobre temas relevantes para a sociedade Brasil Os convidados são entrevistados por diferentes jornalistas atuantes da imprensa nacional que aprofundam a discussão dos temas, de forma a explorar as consequências socioeconômicas dos acontecimentos na vida dos telespectadores.
Em 2019, passa a apresentar, juntamente com jornalistas, o programa A Hora da Venenosa na NDTV Record Santa Catarina.